# Méléagre (musée Pio-Clementino)
Pour les articles homonymes, voir Méléagre.

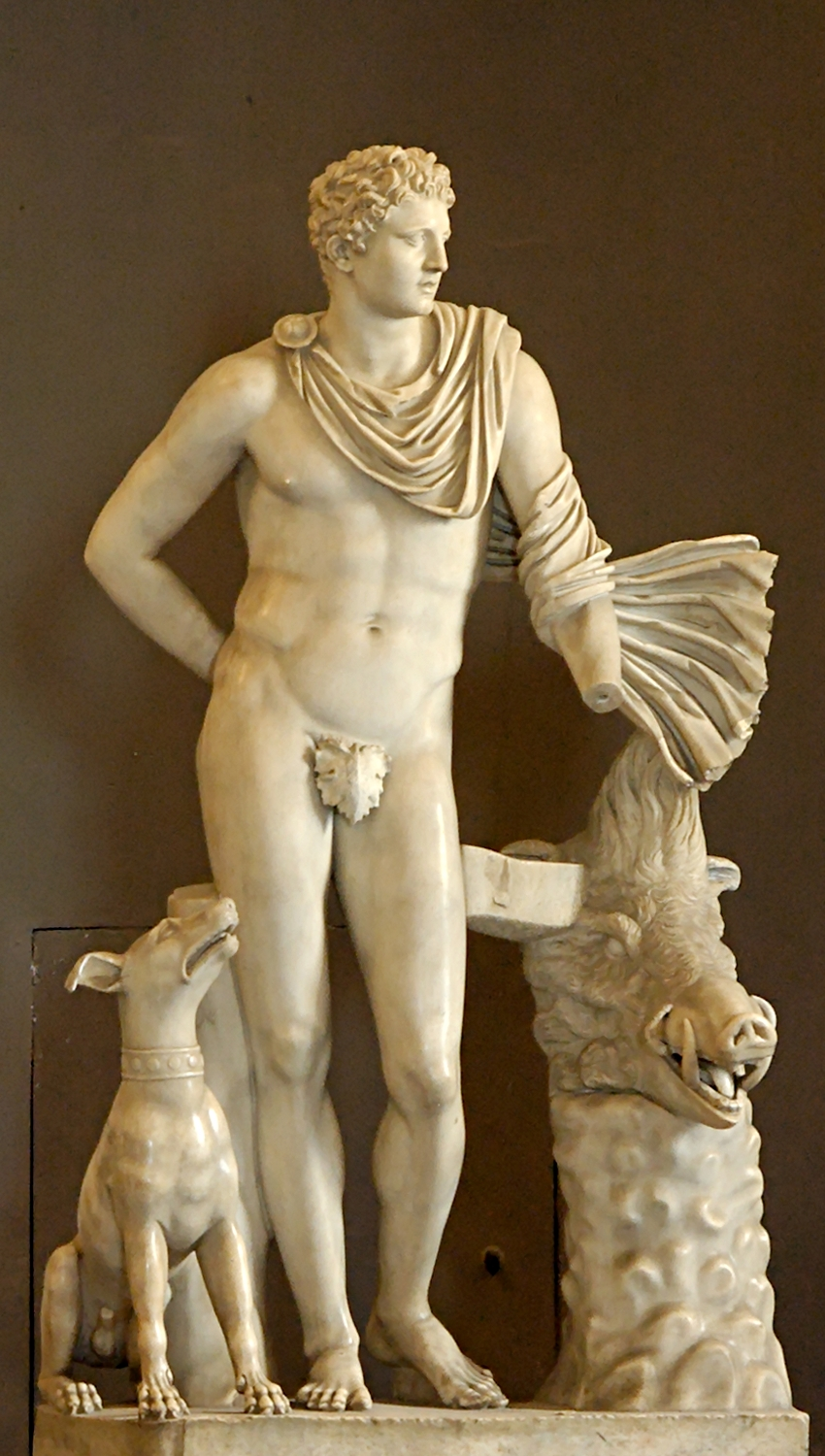
La sculpture telle que présentée au musée Pio-Clementino

Méléagre est une sculpture en marbre conservée au musée Pio-Clementino au Vatican (Inv. 490). Elle représente le héros Méléagre qui a tué le sanglier de Calydon. 
L'œuvre est une copie romaine du IIe siècle d'un original grec datant du IVe siècle av. J.-C. attribué au sculpteur Scopas. Méléagre est représenté le regard au loin, les épaules recouvertes d'un tissu flottant (une chlamyde), avec son chien à sa droite qui regarde son maître et la tête du sanglier à sa gauche. Ce sanglier avait été envoyé par la déesse de la chasse Artémis pour punir le roi de Calydon, Œnée, de ne pas avoir fait les sacrifices en son honneur. Méléagre, fils d'Œnée, participe à la chasse pour éliminer ce sanglier qui sème la terreur, chasse à laquelle participent plusieurs héros, et c'est lui qui achève la bête.
La main gauche manquante devait tenir une arme sur laquelle Méléagre s'appuyait.
La sculpture est installée dans une niche à l'extrémité de l'aile méridionale de la Salle des animaux du musée Pio-Clementino.

## Source
- Ufficio Pubblicazioni Musei Vaticani, Les Musées du Vatican, Edizioni Musei Vaticani, 2010, p. 62-63,  (ISBN 978-88-8271-208-2).